# فيليكس تيسراند
فيليكس تيسراند (بالفرنسية: Félix Tisserand)‏ (و. 1845 – 1896 م) هو عالم فلك، ورياضياتي من فرنسا. كان عضوًا في الأكاديمية الفرنسية للعلوم (منذ 1878)، والأكاديمية الروسية للعلوم، والأكاديمية الملكية السويدية للعلوم، والأكاديمية الملكية الهولندية للفنون والعلوم.
توفي في باريس، عن عمر يناهز 51 عاماً.

## التعليم
تعلم في مدرسة الأساتذة العليا.

## مناصب وهيئات
أدار مرصد باريس (منذ 1866).

## روابط خارجية
- فيليكس تيسراند على موقع الموسوعة البريطانية (الإنجليزية)